# لاوتسنبروکن
لاوتسنبروکن (به آلمانی: Lautzenbrücken) یک شهر در آلمان است که در وستروالدکرایس واقع شده‌است. لاوتسنبروکن ۳۹۳ نفر جمعیت دارد.